# Сан Ђузепе ал Лаго (Болцано)
Сан Ђузепе ал Лаго је насеље у Италији у округу Болцано, региону Трентино-Јужни Тирол.
Према процени из 2011. у насељу је живело 150 становника. Насеље се налази на надморској висини од 289 м.